# Les Dirigeants d'Afrique noire face à leur peuple
Les Dirigeants d'Afrique noire face à leur peuple est un livre de l'auteur malien Seydou Badian,. Paru en 1964 aux éditions François Maspero,,, l'oeuvre réçoit le Grand prix littéraire d'Afrique noire en 1965.